# Nitscha

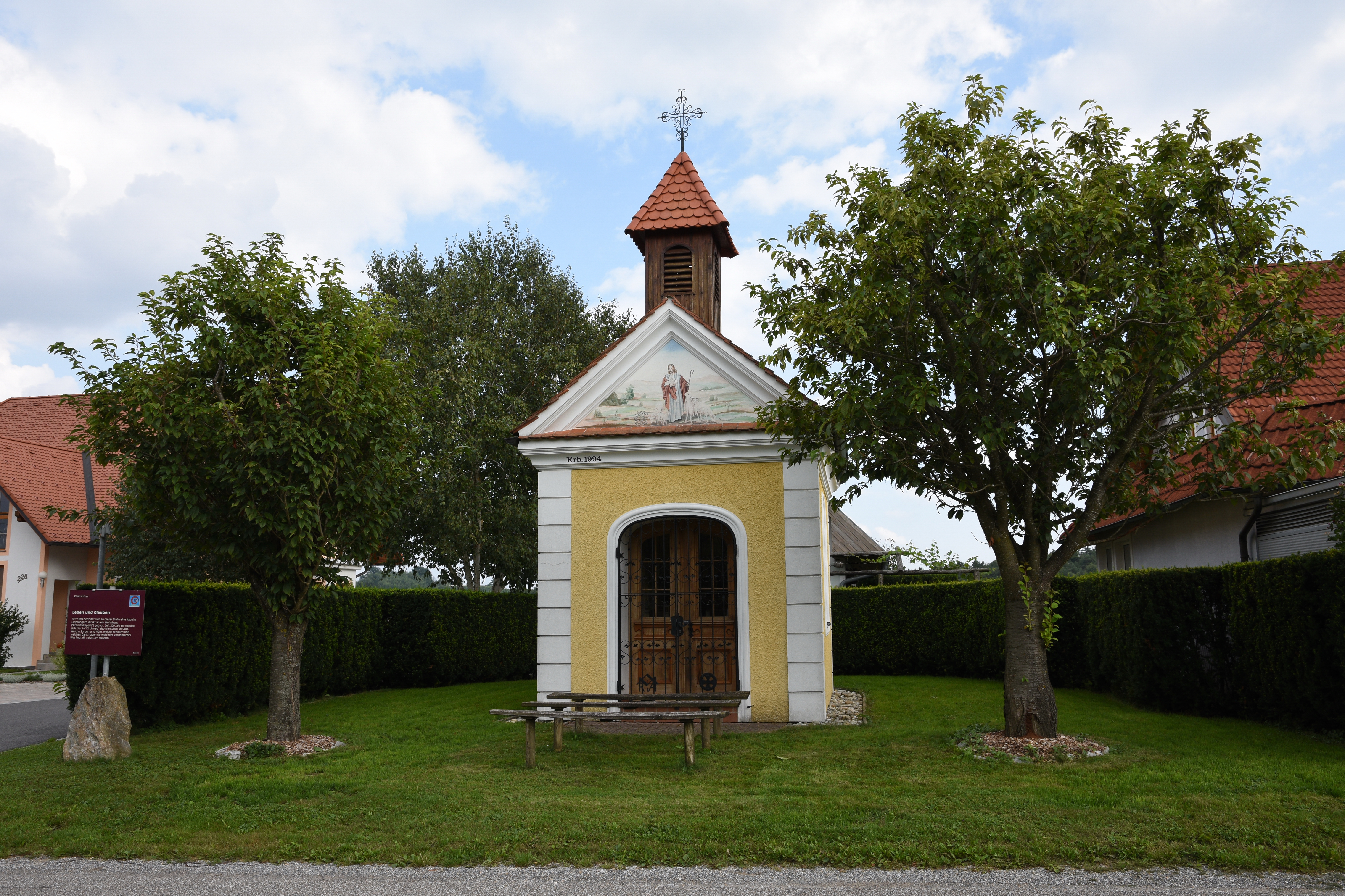
Wegkapelle Nitscha

Die ehemalige Gemeinde Nitscha mit 1435 Einwohnern (Stand: 31. Oktober 2013) liegt in der Oststeiermark, ca. 28 km östlich von Graz. Mit 1. Jänner 2015 wurde sie im Rahmen der Gemeindestrukturreform in der Steiermark mit den Gemeinden Gleisdorf, Labuch, Laßnitzthal und Ungerdorf zusammengeschlossen. Die neue Gemeinde führt den Namen „Stadtgemeinde Gleisdorf“.

## Geographie
Der Gleisdorfer Stadtteil Nitscha liegt im Bezirk Weiz. Er ist ein Naherholungsgebiet für den angrenzenden Stadtkern.

### Gemeindegliederung
Das ehemalige Gemeindegebiet umfasst folgende vier Ortschaften (in Klammern Einwohnerzahl Stand 1. Jänner 2024):
- Arnwiesen (205)
- Gamling (243)
- Kaltenbrunn (420)
- Nitscha (791)

Der Stadtteil besteht aus den Katastralgemeinden Arnwiesen, Gamling, Kaltenbrunn und Nitscha.

## Geschichte
Die erstmalige Erwähnung von Nitscha stammt vom 8. März 1403. An diesem Tag wurde von Erzbischof Gregor von Salzburg der Zehent von Niedern-Nitschau (Nidern-Nitschaw) sowie der Wein- und Getreidezehent von Gleisdorf dem Niklas Zink und seinem Sohn auf Lebenszeiten verschrieben.
1952 erfolgte eine Zusammenlegung der Gemeinden Kaltenbrunn und Arnwiesen sowie von Gamling mit Nitscha. 1967 entstand durch Zusammenlegung die Gemeinde Nitscha. Mit 1. Jänner 2015 fusionierte die Gemeinde mit der Stadt Gleisdorf im Zuge der Steiermärkischen Gemeindestrukturreform.

## Politik

### Gemeinderat
Seit der Gemeinderatswahl 2010 setzte sich der Gemeinderat zusammen aus:
- ÖVP, 12 Mandate
- SPÖ, 2 Mandate
- Grüne, 1 Mandat

### Bürgermeister
Der letzte Bürgermeister Peter Schiefer übernahm im Sommer 2003 das Amt von Lorenz Spielhofer.

### Wappen
Wappenbeschreibung: „Von Rot und Gold schräg geviert, aus den Spalten in verwechselten Farben gegenständig vorwärts zwei Paar Äpfel und Blattzweige, rückwärts zwei Paar Weintrauben und Weinlaub hervorbrechend.“
Die Verleihung des Gemeindewappens erfolgte mit Wirkung vom 1. Mai 1999.

## Wirtschaft und Infrastruktur

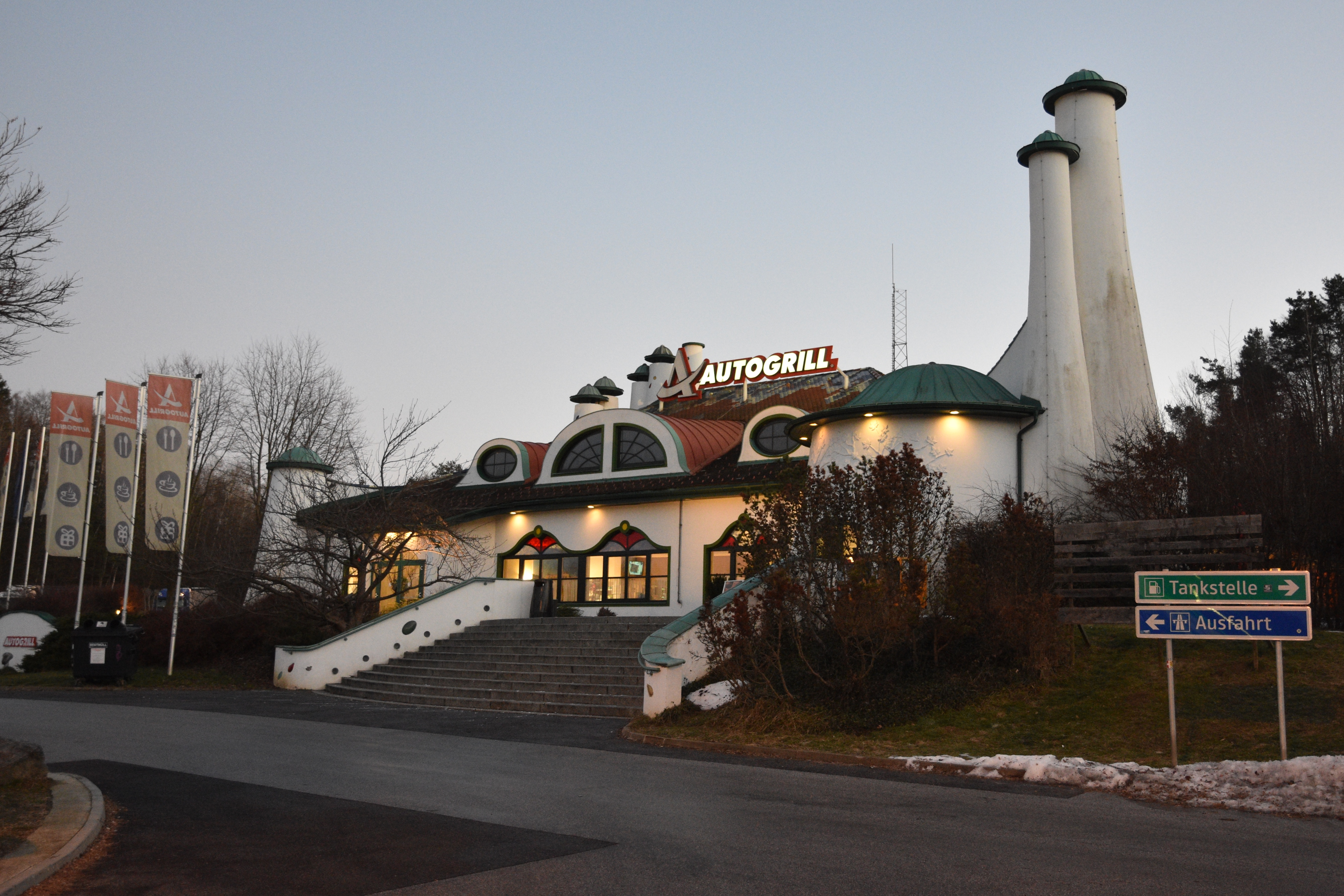
Von Karl Hodina gestaltete Autobahnraststätte Arnwiesen

Die Landwirtschaft konzentriert sich auf Obst- und Weinbau.
Drei Gasthöfe (Gh. Bergwirt, Gh. Kaltenbrunnerhof Pint und Gh. Schuster) und vier Buschenschenken (Maurer, Ramminger, Schantl, Seyfried) weisen Nitscha zunehmend als Naherholungsgebiet von Gleisdorf bzw. Graz aus. Durch die einfache Erreichbarkeit ist Nitscha sowohl im Sommer als auch im Winter stark frequentiert.
Nitscha entwickelte sich immer stärker von einer landwirtschaftlich strukturierten zu einer reinen Wohngemeinde. Die Nähe zu den Städten Graz (25 Kilometer östlich) und Wien (ca. 120 km nordöstlich) tragen dazu bei. Der Großteil der Bevölkerung pendelt zur Arbeit nach Gleisdorf bzw. Graz aus; im Stadtteil selbst gibt es eine Tischlerei und eine Hafnerei. Bäuerliche Direktvermarkter, Buschenschenken und Gasthöfe haben sich zur Naturtour Nitscha zusammengeschlossen.